# Лейпцизький планетарій
Лейпцизький планетарій — колишній планетарій, який працював у німецькому місті Лейпцигу з 1926 по 1943 рік. Планетарій відкрився 20 травня 1926 року з ініціативи мера Лейпцига, містив найсучасніший на той час проєктор Zeiss Model II фірми Carl Zeiss і став одним з найбільших планетаріїв Німеччини. 4 грудня 1943 року планетарій був зруйнований під час бомбардування Лейпцига. Зараз Лейпциг не має власного планетарію, а найближчий планетарій розташований в Астрономічному центрі Шкойдіц[de].

## Розташування та будівництво
Лейпцизький планетарій розташовувався на південно-західному розі в місці злиття вулиці Кікерлінгсберг з вулицею Пфаффендорфер. На цей ріг виходив головний вхід до планетарію. Оскільки поруч був Лейпцизький зоопарк, цей планетарій іноді також називали Планетарієм у зоопарку (Planetarium am Zoo). Планетарій навіть мав невеликий вхід з боку зоопарку.
Будівля складалася з дванадцятигранної основи, над якою був дванадцятигранний пірамідальний дах. Зал містив близько 600 осіб.

## Історія

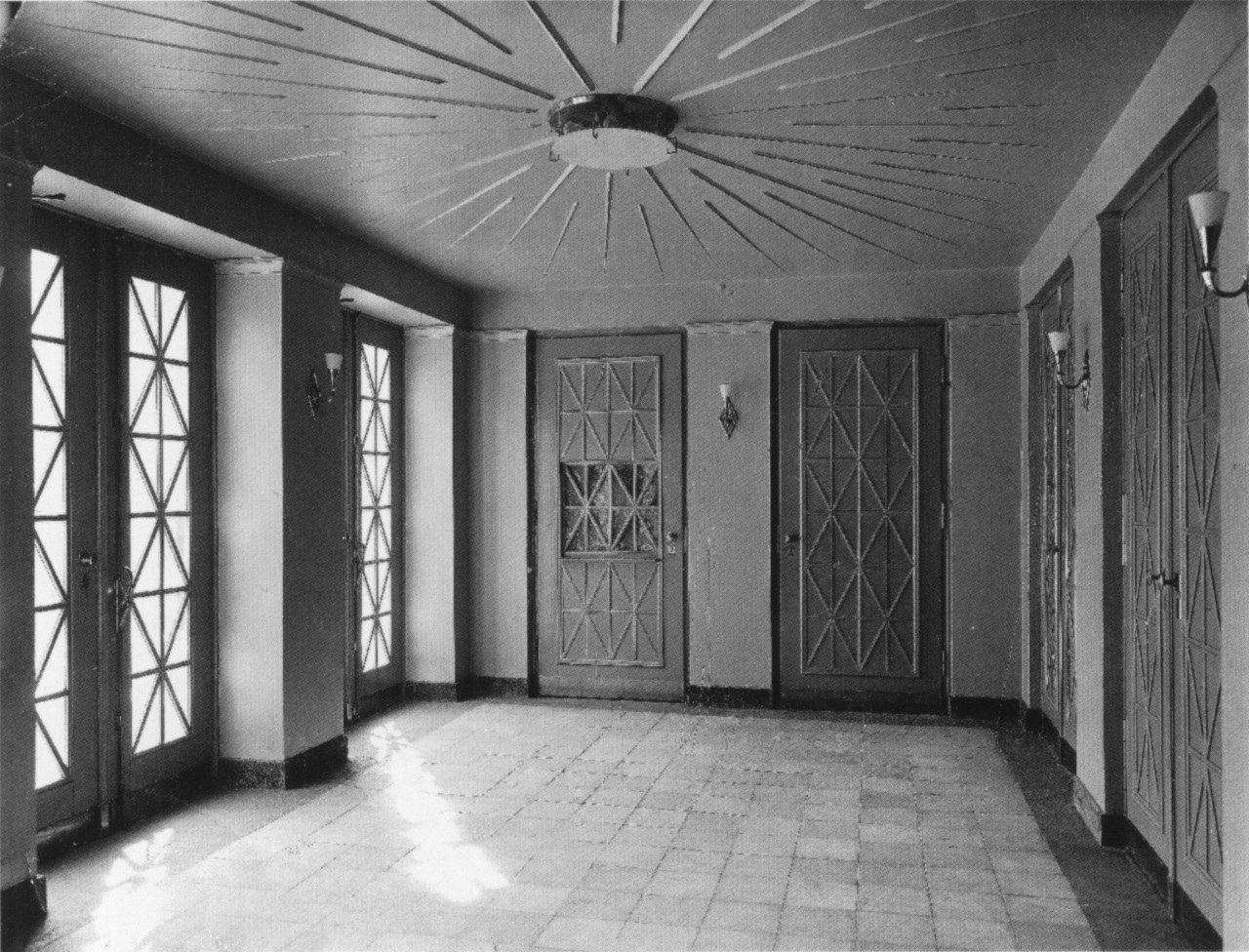
Вхідна зона планетарію

На початку 1920-х років фірма Carl Zeiss в Єні розробила нову проєкційну систему для відображення зоряного неба (модель Zeiss I), яка могла демонструвати 4300 нерухомих зір, Чумацький Шлях, планети, Сонце, Місяць і багато іншого за допомогою багатьох окремих проєкторів. Мер Лейпцига Карл Роте з ентузіазмом повернувся з демонстраційної поїздки, і незабаром після цього міська рада схвалила закупівлю проєкційної системи.
Міському архітектору Губерту Ріттеру доручили побудувати планетарій, і 20 травня 1926 року його відкрили. Лейпцизький планетарій отримав вдосконалену модель проєктора Zeiss Model II, яка дозволяла робити проєкцію неба не тільки для однієї, а й для будь-якої точки Землі. За два дні після Барменського планетарію Лейпциг став другим містом у Німеччині, де відкрили такий великий планетарій.
4 грудня 1943 року планетарій був зруйнований під час бомбардування Лейпцига. Місце, де він стояв, донині не забудоване.

## Новий планетарій
15 травня 1992 року в куполі акваріума Лейпцизького зоопарку відкрили невеликий планетарій, Планетарій у зоопарку (Planetarium im Zoo). Він був оснащений малим планетарним проєктором Zeiss ZKP 2P. Через недостатнє зацікавлення глядачів і проблеми з літньою температурою в куполі остання вистава відбулася 31 березня 1996 року. Найближчий до Лейпцига планетарій тепер міститься в Астрономічному центрі Шкойдіц.